# Козловка (Песчанский район)
Козло́вка (укр. Козлівка) — село на Украине, находится в Песчанском районе Винницкой области.
Код КОАТУУ — 0523283402. Население по переписи 2023 года составляет 350 человек. Почтовый индекс — 24734. Телефонный код — 4349. Занимает площадь 1,232 км².

## Адрес местного совета
24732, Винницкая область, Песчанский р-н, с. Черномин, ул. Ленина, 1

## История
Село Козловка известно с XVIII века, до 1860 года называлось Юстиновка.